# Alida van Daalen
Alida van Daalen, née le 12 avril 2002, est une athlète néerlandaise, spécialiste du lancer du poids et du lancer du disque.

## Biographie
Titrée au lancer du disque lors des championnats d'Europe juniors 2019 à Borås, elle remporte la médaille d'argent au poids et au disque lors de l'édition suivante, en 2021 Tallin.
En 2023, elle décroche la médaille d'or du lancer du poids et du lancer du disque lors des championnats d'Europe espoirs à Espoo,.

## Palmarès
| Date | Compétition                                  | Lieu     | Résultat | Épreuve      | Marque  |
| ---- | -------------------------------------------- | -------- | -------- | ------------ | ------- |
| 2017 | Festival olympique de la jeunesse européenne | Győr     | 1re      | Poids (3 kg) | 16,23 m |
| 2017 | Festival olympique de la jeunesse européenne | Győr     | 2e       | Disque       | 48,82 m |
| 2018 | Championnats d'Europe cadets                 | Budapest | 3e       | Poids (3 kg) | 21,24 m |
| 2018 | Championnats d'Europe cadets                 | Budapest | 2e       | Disque       | 60,84 m |
| 2019 | Championnats d'Europe juniors                | Borås    | 1re      | Disque       | 55,92 m |
| 2021 | Championnats d'Europe juniors                | Tallinn  | 2e       | Poids        | 16,56 m |
| 2021 | Championnats d'Europe juniors                | Tallinn  | 2e       | Disque       | 55,63 m |
| 2022 | Coupe d'Europe des lancers espoirs           | Leiria   | 2e       | Disque       | 55,02 m |
| 2023 | Championnats d'Europe espoirs                | Espoo    | 1re      | Poids        | 18,32 m |
| 2023 | Championnats d'Europe espoirs                | Espoo    | 1re      | Disque       | 56,57 m |

## Records
| Épreuve          | Marque  | Lieu         | Date            |
| ---------------- | ------- | ------------ | --------------- |
| Lancer du poids  | 18,66 m | Fayetteville | 21 février 2023 |
| Lancer du disque | 66,31 m | Ramona       | 20 avril 2024   |